# Pedro José Caupers
Pedro José Caupers (Lisboa, Anjos, 16 de maio de 1761 — Ponta Delgada, São Sebastião, 13 de julho de 1834), por vezes grafado Pedro José Kauppers, foi moço fidalgo da Casa Real, moço guarda-roupa do rei D. João VI de Portugal e último capitão do donatário das Flores e Corvo, Açores, tendo sustentado uma longa disputa com as populações daquelas ilhas sobre o pagamento de foros. Era o titular dos famigerados tributos a que estavam obrigados os habitantes da ilha do Corvo quando estes recorreram a Mouzinho da Silveira, então ministro, que lhos reduziu parcialmente. Foi comendador da Ordem de Cristo.

## Biografia
Pedro José Caupers era filho de João Valentim Caupers e de sua mulher Ana Maria Joaquina Bruna Freire de Sande e Vasconcelos. Casou com Maria José do Carmo de Matos e Gois de Mendonça Valadares. Pelo lado paterno descendia de uma família austríaca que veio para Portugal na pessoa de Johann Valentin Kauppers, filho de Wilhelm Kauppers von Kleimenthal, médico da rainha D. Mariana de Áustria, a esposa de D. João V de Portugal. Johann Valentin Kauppers, o avô de Pedro José Caupers, recebeu o foro de fidalgo da Casa Real e casou com Helena Anna Zevirner, açafata da mesma rainha.
Pedro José Caupers entrou muito jovem como pajem da corte ao serviço de D. Maria I de Portugal, sendo em 1793 nomeado seu moço guarda roupa. Transitou depois para o serviço do príncipe regente D. João, depois rei D. João VI de Portugal, exercendo o mesmo cargo. Moço fidalgo da Casa Real, foi depois tenente da Guarda Real e escrivão da Câmara e Justiças da Repartição da Beira, Minho e Trás-os-Montes. Com a invasão francesa (1807) e a transferência da corte portuguesa para o Rio de Janeiro, foi um dos cortesãos que acompanhou a família real na sua fuga para o Brasil.
No Brasil manteve-se na esfera dos validos de D. João VI, sendo nomeado escrivão dos órfãos da Vila Nova da Rainha do Caeté, em Minas Gerais, e passou a servidor da Casa de Bragança. Feito comendador de Ordem de Cristo foi também secretário da Assembleia da Ordem de Malta.
No Rio de Janeiro obteve em 1814, em paga dos seus serviços, que o príncipe regente D. João lhe concedesse o aforamento, por três vidas, dos bens que nos Açores haviam sido confiscados ao Duque de Aveiro, último capitão do donatário nas Flores e Corvo, que haviam sido incorporados nos próprios da Coroa. Esse aforamento rendia 100$000 réis pagos na Junta da Fazenda dos Açores e era composto por foros na ilha das Flores e, essencialmente, na ilha do Corvo, cuja população pagava a exuberância de 40 moios de trigo e 80 mil réis em dinheiro. As dúvidas que surgiram sobre o alcance da mercê foram desfeitas a favor da família Caupers por alvará real de 1816.
Uma das suas filhas, Mariana Isabel de Mendonça Valadares de Albergaria Matos Gois, casou com José Inácio Machado de Faria e Maia (1793-1881), de Ponta Delgada, um dos mais ricos proprietários da ilha de São Miguel, cidade onde Pedro José Caupers passou os últimos anos de vida, refugiado durante a Guerra Civil Portuguesa, e onde faleceu. Um seu neto foi o 1.º visconde de Faria e Maia.

## As rendas das Flores e Corvo
Por alvará de 3 de Dezembro de 1814 foi concedida a Pedro José Caupers, moço de guarda-roupa do príncipe regente D. João, a mercê de gozar das rendas que haviam pertencido aos capitães do donatário nas ilhas das Flores e Corvo e que haviam regressado à coroa por confisco feito ao duque de Aveiro na sequência do processo dos Távoras.  
A escritura de aforamento foi celebrada no Rio de Janeiro a 6 de Março de 1815, sendo válida por três vidas. Por ela, Caupers obrigava-se ao pagamento de uma pensão anual de 100$000 réis e, no caso de venda, do laudémio de lei. Assumia também as obrigações que antes tinham onerado o donatário, nomeadamente o pagamento anual de três moios de trigo e sessenta varas de pano de lã aos religiosos do convento de São Boaventura, de Santa Cruz das Flores,  e quarenta alqueires de trigo para cada carcereiros das cadeias de Santa Cruz e Lajes das Flores, bem como as obras e os consertos que se mostrassem necessários nas ditas cadeias.
Informadas da concessão, as autoridades locais, nomeadamente o juiz de fora de Santa Cruz das Flores, repetidamente alertaram para a miséria em que viviam os habitantes das duas ilhas, principalmente os corvinos, sobrecarregados por aquelas excessivas cargas fiscais. Essas reclamações de nada valeram, o mesmo acontecendo com as tentativas subsequentes de minorar as causas dessa situação. A situação apenas se alterou em 1832, em plena guerra civil portuguesa, quando Mouzinho da Silveira, então Ministro da Fazenda da Regência de Angra, após receber uma representação corvina, mandou estudar profundamente o que se passava e após o que decidiu, por decreto de 16 de Maio de 1832, reduzir para 20 moios de trigo o foro do Corvo e abolir os 80$000 réis em dinheiro. Em consequência desta decisão, Pedro José Caupers foi indemnizado em 360$000 réis pagos pela Fazenda Pública.
Esta ação valeu a Mouzinho da Silveira a gratidão dos corvinos, que lhe enviaram uma delegação agradecer, gesto que de tal maneira despertou a simpatia de Mouzinho, que este deixou em testamento a vontade de vir a ser enterrado no Corvo. Em memória dessa ação, a única escola pública da ilha do Corvo tem como patrono Mouzinho da Silveira.